# 바세코의 아이들
《바세코의 아이들》은 2014년에 개봉한 대한민국의 영화이다.

## 캐스팅
- 신승철
- 이경욱
- 이영애
- 반정섭
- 박호빈
- 김광철
- 라니 깐딜랑
- 신경철
- 권오순
- 셀리시 티노
- 에바 빌리야로엘 깐띨랑
- 크리스티안
- 드보라
- 오가와
- 탄파뇨
- 이스라엘
- 크리스
- 조이스
- 요마리